# Ferrarisia
Ferrarisia — рід грибів родини Parmulariaceae. Назва вперше опублікована 1917 року.

## Класифікація
До роду Ferrarisia відносять 11 видів:
- Ferrarisia apiahyna
- Ferrarisia capparidis
- Ferrarisia capparis
- Ferrarisia eugeniae
- Ferrarisia ipomoeae
- Ferrarisia jasmini
- Ferrarisia litseae
- Ferrarisia pamellisiae
- Ferrarisia pavettae
- Ferrarisia philippina
- Ferrarisia quercina